# Comisión de Investigación de Accidentes e Incidentes de Aviación Civil
La Comisión de Investigación de Accidentes e Incidentes de Aviación Civil, también conocida por el acrónimo CIAIAC, es el organismo oficial de carácter nacional encargado de investigar accidentes aéreos ocurridos en territorio español. Es un órgano colegiado adscrito administrativamente a la Subsecretaría del Ministerio de Transportes y Movilidad Sostenible.
Es el equivalente civil de la Comisión para la Investigación Técnica de Accidentes de Aeronaves Militares (CITAAM).
La sede de la CIAIAC, en el mismo edificio que alberga también a otro órgano colegiado de la administración denominado Consejo de Obras Públicas, está en Latina, Madrid.

## Historia
La comisión fue creada en 1974 por el Decreto 959/1974 bajo el nombre de Comisión de Accidentes de Aviación Civil. El Real Decreto 389/1998 regula la comisión bajo su nombre actual, vigente desde el 24 de marzo de 1998, de Comisión de Investigación de Accidentes e Incidentes de Aviación Civil.
La Ley 2/2024, de 1 de agosto, para la creación de AAIITAI, Autoridad Administrativa Independiente para la Investigación Técnica de Accidentes e Incidentes ferroviarios, marítimos y de aviación civil, dispone la derogación del Real Decreto 389/1998, si bien tanto el nombre "Comisión de Investigación de Accidentes e Incidentes de Aviación Civil" como el acrónimo "CIAIAC" se mantienen, transitoriamente, en uso.

## Procedimientos
La CIAIAC dispone de personal y medios propios así como la colaboración de expertos externos. Elabora también una estadística detallada de los accidentes e incidentes aéreos que, por sus características (haberse producido en España, afectar a una aeronave  civil, etcétera), requieren la publicación de un informe suyo (emitió 58 de estos informes en 2017, 67 en 2018, 59 en 2019, 51 en 2020 y 78 en 2021).
Las investigaciones de la CIAIAC no van dirigidas a establecer culpas o responsabilidades sino que tienen un carácter técnico. Su objetivo, por lo tanto, es determinar qué ha provocado los accidentes aéreos para prevenirlos en el futuro.
Típicamente, tras cada accidente o incidente serio de una aeronave civil tripulada de peso al despegue superior a 2.250 kg en, o sobre, territorio nacional, la CIAIAC investiga el mismo. Los resultados de la investigación se plasman en un informe que contempla la información factual en relación con el accidente o incidente, un análisis de la misma, unas conclusiones y unas recomendaciones en materia de seguridad. Estas recomendaciones (se formularon 77 en 2017, 54 en 2018, 21 en 2019, 77 en 2020 y 49 en 2021) constituyen el medio que se considera más adecuado para proponer medidas que permitan aumentar la seguridad aérea.
El plazo para completar esta investigación es abierto, según el anexo 13 de la Organización de Aviación Civil Internacional (OACI), siendo recomendado por la misma organización que sea en los 12 primeros meses transcurridos tras el accidente o incidente y, si tal cosa no es posible, es obligado emitir un informe llamado Declaración Provisional con los avances de la investigación. Este informe se publicaría anualmente hasta la resolución de la investigación en la forma de informe Final.

## Estructura
La CIAIAC está estructurada en dos unidades: El Pleno y la Secretaría. La Secretaría es la unidad multidisciplinar de carácter técnico que dispone de investigadores y apoyo externo para realizar las investigaciones en toda su extensión posible. El figura que dirige la Secretaría es el Secretario que, aparte de pautar el día a día de la Secretaría, ejerce de enlace con el Pleno, pudiendo dar fe, ante terceros, de cualquier decisión que haya sido adoptada en el seno del mismo.
El Pleno es una unidad compuesta por expertos reconocidos y reputados del sector y que representan a diferentes disciplinas: fabricantes, distintos tipos de aviación, control aéreo, juristas, universidad, etc. El Pleno, entre otras cosas, valida o enmienda los informes realizados por la Secretaría. La máxima figura del Pleno es el/la Presidente/a de la CIAIAC, en cuyo proceso de designación puede intervenir, con derecho a veto, el Congreso de los Diputados. Los nombramientos de Presidente/a y Vocales de la CIAIAC los han venido firmando, históricamente, las personas sucesivamente titulares del departamento ministerial español que ha ido siendo competente, en cada momento, en materia de aviación civil. Los Presidentes han tenido, normativamente, desde 2011, la obligación de comparecer anualmente en el Congreso de los Diputados para explicar su gestión aunque, en la práctica, no lo han hecho casi ningún año.

### Presidentes
- Pablo Jesús Palomar Martínez (ingeniero aeronáutico), fue presidente hasta junio de 2010.
- Rosa María Arnaldo Valdés (doctora en ingeniería aeronáutica), ejerció como presidenta  entre julio de 2010 y mayo de 2016 en virtud de la orden ministerial FOM/1768/2010.[5]
- Manuel Hita Romero (doctor en ingeniería aeronáutica), fue nombrado presidente para el período comprendido entre el 30 de junio de 2016 y el 30 de junio de 2022 mediante la orden ministerial FOM/1142/2016.[6] El 11 de julio de 2022 fue nombrado presidente de nuevo.

## Accidentes investigados
- Desaparición del DC-3 ECT-025 (1980)
- Vuelo 226A de Britannia Airways (1999)
- Vuelo 8261 de Binter Mediterráneo (2001)
- Accidente de helicóptero de Móstoles (2005)
- Vuelo 5022 de Spanair (2008)